# Roxana Mînzatu
Roxana Mînzatu (Brașov, Rumanía, 1 de abril de 1980) es una política rumana, funcionario del gobierno local. Desde diciembre de 2024, ejerce como Vicepresidenta de la Comisión Europea y Comisaria de Capacidades, Educación, Empleo de Calidad y Derechos Sociales de la Segunda Comisión Von der Leyen.
En 2016 fue elegida diputada a la Cámara de Diputados de Rumanía y en 2019 fue nombrada Ministra de Fondos Europeos. En 2024 fue elegida diputada al Parlamento Europeo.

## Primeros años y educación
Mînzatu nació el 1 de abril de 1980 en Brașov. Obtuvo una licenciatura en ciencias políticas en 2002, por la Universidad de Bucarest y una maestría en integración europea en 2005, por la Universidad Cristiana Dimitrie Cantemir. De 2004 a 2006 trabajó en el Ministerio de Integración Europea. Posteriormente trabajó como gestora y consultora de varios proyectos, especialmente aquellos financiados por la Unión Europea.

## Carrera política
Mînzatu se involucró en actividades políticas locales dentro del Partido Socialdemócrata de Rumanía. Fue miembro del consejo del distrito de Brasov (2004-2008, 2011-2012, 2016). En 2015 fue nombrada Secretaria de Estado del Ministerio de Fondos Europeos y luego dirigió la Agencia Nacional de Contrataciones Públicas.
En 2016, Mînzatu fue elegida para la Cámara de Diputados de Rumania, donde se convirtió en secretaria del Comité de Industrias y Servicios y miembro del Comité de Asuntos Europeos. En junio de 2019 fue nombrada Ministra de Fondos Europeos en el Gobierno de Viorica Dăncilă, con el objetivo particular de acelerar el desarrollo en sectores clave, como la infraestructura de agua y aguas residuales y la digitalización. Sin embargo, el gobierno fue derrocado en octubre del mismo año tras una moción de censura. 
No fue candidata en las elecciones legislativas de Rumania de 2020 y regresó a sus actividades empresariales hasta que fue elegida en las elecciones al Parlamento Europeo de 2024, cuando su partido conformó una alianza con el Partido Nacional Liberal. En el Parlamento, pasó a formar parte del grupo Alianza Progresista de Socialistas y Demócratas y fue miembro del Comité de Desarrollo Regional.